# دم‌قطاری
دم‌قطاری‌ها (نام علمی: Lesbia) یک سردهٔ کوچک از مرغ مگس است. دو عضو آن، که هر دو به عنوان دم‌قطاری شناخته می‌شوند، در مناطق گرمسیری آمریکای جنوبی یافت می‌شوند. آنها عبارتند از:
- دم‌قطاری دم‌سبز
- دم‌قطاری دم‌سیاه